# Rissaga

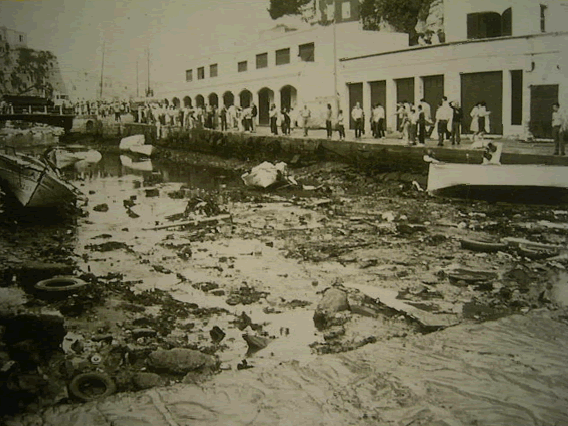
Rissaga a Ciutadella

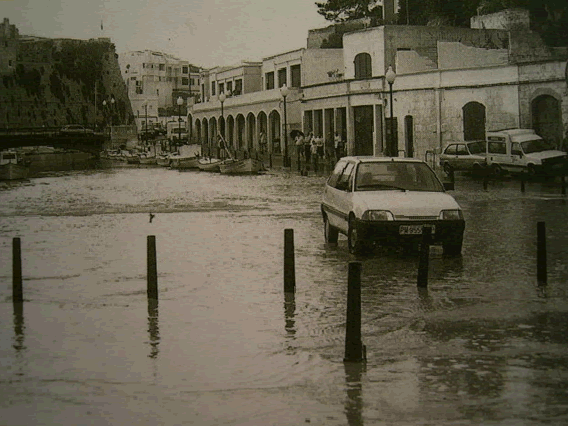
Efectes d'una rissaga a Ciutadella, oscil·lacions extremes del nivell d'aigua

Es coneix com a rissaga el fenomen que es produeix en algunes cales i ports de les illes Balears i que consisteix en oscil·lacions extraordinàries del nivell de la mar, que poden arribar als 2 metres d'amplitud en períodes de 10 minuts. De tota manera, el fenomen no és exclusiu d'aquest arxipèlag i es produeix també a les costes d'Itàlia, on es coneix amb el nom de marrobbio, i també fora del Mediterrani. La rissaga més forta registrada a Ciutadella va pujar 4 metres el nivell del mar.
El fenomen de la rissaga es manifesta com un descens sobtat del nivell de l'aigua del port, que arriba a quedar buit en qüestió de minuts a les zones de menor profunditat. A conseqüència d'això, les barques arriben a tocar fons i molts peixos moren per asfíxia. Altres zones del port no queden totalment buides, però sí que s'hi aprecia un descens del nivell de l'aigua que fa quedar encallades nombroses embarcacions.
Transcorreguts uns minuts, l'aigua torna sobtadament de nou al port i això provoca l'arrossegament de les embarcacions, que són copejades entre si o contra els molls, cosa que les enfonsa o els pot causar grans danys. A més, el sobtat devessall d'aigua origina inundacions en zones properes al port, i afecta vehicles aparcats i edificis.
El fenomen pot repetir-se cíclicament durant hores, i pot sorgir de nou en el mateix dia o en dies successius després d'un període de calma.

## Causes de les rissagues
La causa de les rissagues no s'ha conegut bé fins a èpoques recents. Durant molt de temps es pensava que l'origen podria ser-ne astronòmic, és a dir, es tractaria d'un fenomen similar a la marea ordinària, però amplificada per alguna causa desconeguda. També s'apuntava la possibilitat d'un origen sísmic, a causa de terratrèmols submarins que generarien ones que s'amplificarien en arribar al port, però totes aquestes hipòtesis no explicaven per què es donava el fenomen amb tanta freqüència en uns ports, com el de Ciutadella, i no en uns altres; i tampoc s'han pogut associar les rissagues amb registres de moviments sísmics.
La veritable causa no va ser exposada fins a 1934, després dels estudis de Fontserè sobre oscil·lacions extraordinàries del nivell del mar al port de Barcelona. També Hodzic el 1979 s'expressarà en termes semblants en estudiar oscil·lacions similars en cales del mar Adriàtic. Tots dos autors suggereixen que la causa del fenomen és atmosfèrica, perquè les oscil·lacions brusques del nivell del mar sempre van associades a oscil·lacions brusques de la pressió atmosfèrica. També s'associen a la presència de vents del sud (no es produeixen amb vent del nord) i la forma i orientació del port també en pot magnificar els efectes (el port de Ciutadella és estret i allargat i a l'oest de l'illa).

## Darreres grans rissagues a Ciutadella
En els darrers vint anys, la rissaga més forta ha estat la del 15 de juny de 2006, que va provocar oscil·lacions de fins a 4 metres en el nivell del mar i va produir nombrosos danys. Anteriorment, s'havia produït una forta rissaga el 21 de juny de 1984. Les rissagues més habituals són, però, d'entre 60 i 120 centímetres. En les rissagues més fortes intervenen també tempestes amb vents forts i grans variacions de la pressió atmosfèrica.